# Tatiana Valovaya
Tatiana Valovaya (ou Tatiana Valovaïa) est une économiste, journaliste et diplomate russe. Depuis mai 2019, elle occupe le poste de directrice générale de l’Office des Nations Unies à Genève.

## Biographie
Valovaya étudie à l’Académie de finances de Moscou, où elle obtient un doctorat en sciences économiques. Entre 1983 et 1989, elle travaille comme journaliste à la Gazette économique de Moscou. Tatiana Valovaya rejoint ensuite l’administration russe, dans un premier temps au sein de la mission diplomatique auprès de l’Union européenne, puis du département de la coopération internationale, dont elle est directrice jusqu’en 2012.
Valovaya rejoint en 2012 le conseil d’administration de la Commission de l’Union économique eurasiatique ; elle y exerce les fonctions de ministre de l’intégration et des affaires macro-économiques,,. 
Elle est nommée en mai 2019 par Antonio Guterres au poste de directrice générale des Nations Unies à Genève, à l’âge de 61 ans ; elle succède à Michael Møller.